# Ed Carpenter
Ed Carpenter, född den 3 mars 1981 i Indianapolis, Indiana, USA, är en amerikansk racerförare.

## Racingkarriär
Carpenter tävlade i midgetbilar innan han satsade på formelbilsracing från och med 2002, när Infiniti Pro Series grundades. Han blev trea under sin debutsäsong, och vann det prestigefyllda loppet Freedom 100 på Indianapolis Motor Speedway år 2003. Han gjorde sin debut i IndyCar Series senare samma år, och körde sin första fulla säsong 2004. Hans bästa placering var en åttondeplats på Kentucky Speedway, och sammanlagt slutade han på en sextonde plats. 
Efter att ha blivit artonde 2005 råkade Carpenter ut för en olycka på Homestead-Miami Speedway under träning inför säsongspremiären 2006, då han fick punktering och körde in i räcket, och gled in på banan igen, där Paul Dana körde in i vraket så illa att Dana senare avled. Carpenter klarade sig från kraschen med en punkterad lunga som enda fysiska skada. De kommande säsongerna etablerade sig Carpenter som en topp-15 förare i mästerskapet, men utan förmåga att köra snabbt på vanliga racerbanor. Han blev dock femma i Indianapolis 500 2008 för Vision Racing.
Vision lades ned inför säsongen 2010, vilket gjorde att Carpenter blev utan körning.